# Parmastomyces
Parmastomyces is een geslacht van schimmels behorend tot de familie Fomitopsidaceae. De typesoort is Parmastomyces kravtzevianus. De schimmel veroorzaakt bruinrot.

## Soorten
Volgens Index Fungorum telt het geslacht zeven soorten (peildatum maart 2023):
| Soortnaam                                                | Auteur(s)                              | Publicatiejaar |
| -------------------------------------------------------- | -------------------------------------- | -------------- |
| Parmastomyces corticola                                  | Corner                                 | 1989           |
| Parmastomyces deceptivus                                 | Corner                                 | 1989           |
| Parmastomyces glutinosus                                 | Corner                                 | 1989           |
| Parmastomyces kravtzevianus                              | (Bondartsev & Parmasto) Kotl. & Pouzar | 1964           |
| Parmastomyces mollissimus (Geelverkleurende duplexporia) | (Maire) Pouzar                         | 1984           |
| Parmastomyces taxi                                       | (Bondartsev) Y.C. Dai & Niemelä        | 1995           |
| Parmastomyces umbrinus                                   | Corner                                 | 1989           |